# 교반봉

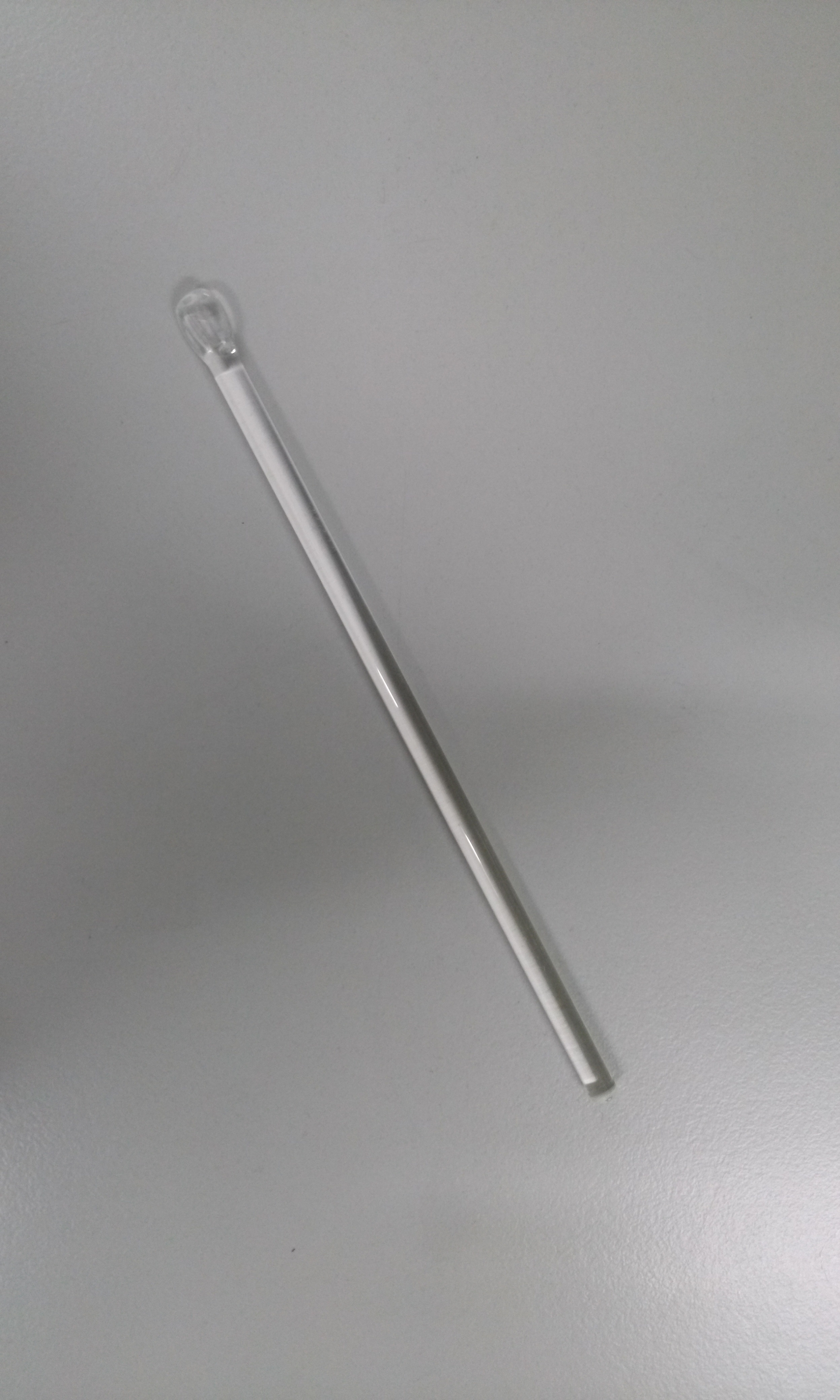
교반봉

교반봉(攪拌棒)은 실험기구의 일종이다. 화학 물질을 혼합하는 데 사용되는 실험실 장비이다. 이것들은 일반적으로 단단한 유리로 만들어지며 두께는 빨대보다 약간 길고 끝이 둥글다.

## 구조
교반봉은 일반적으로 붕규산(Pyrex) 유리 또는 폴리프로필렌 플라스틱으로 만들어진다. 길이는 보통 10~40센티미터, 지름은 약 0.5센티미터이다. 유리봉은 단일 길이의 얇은 유리로 만든 다음 더 작은 조각으로 절단한다. 끝은 일반적으로 둥글게 처리되어(예: 화염 연마) 사용 중에 유리 제품 표면이 긁히는 것을 방지하여 나중에 유리 제품을 가열하면 균열이 생길 수 있다. 침전물을 순환시키는 데 사용할 수 있는 평평한 패들, 고무 경찰관을 모방하는 삼각형 패들 또는 고체를 분쇄하는 데 사용되는 둥근 버튼과 같은 다른 모양도 가능하다.

## 같이 보기
- 교반기